# آمنه ودود
آمنه ودود یا آمینه ودود (با نام تولد مری تسلی؛ زاده ۲۵ سپتامبر ۱۹۵۳) قرآن‌پژوه و نویسنده کتاب «قرآن و زن»، اصلاح‌گرای اسلامی و فمینیست اسلامی اهل آمریکا است.

## زندگی‌نامه
پدر مری تسلی یک مسیحی پروتستان بود و هم پدرش و هم خود او آمریکایی آفریقایی‌تبار هستند. او در سال ۱۹۷۲ مسلمان شد و دو سال بعد نام خود را به‌طور رسمی به آمنه ودود تغییر داد. ودود دوره کارشناسی ارشد خود را در رشته مطالعات خاورمیانه گذرانده و دکترای خود را در رشته ادبیات عرب و مطالعات اسلامی از دانشگاه میشیگان دریافت کرد. او در دانشگاه قاهره زبان عربی را آموخت. آمنه ودود شاگرد فضل الرحمان و تحت تأثیر اندیشه‌های روش‌شناسانه او بوده‌است. وی چند سال در دانشگاه مالزی تدریس کرد، چند سال استاد دانشگاه اندونزی بود و همچنین در دانشگاه ویرجینیا در آمریکا تدریس کرد. آمنه ودود متأهل است و پنج فرزند و چند نوه دارد. او اکنون بازنشسته شده‌است.

## دیدگاه‌ها
آمنه ودود در کتاب «قرآن و زن» با شیوه هرمنوتیکی متأثر از دیدگاه‌های فضل الرحمان، جایگاه زن در قرآن را بررسی کرده‌است. آمنه ودود نام روش هرمنوتیکی‌اش را هرمنوتیک توحیدی یا روش تفسیر توحیدی می‌نامد. او معتقد است که برای بررسی یک متن باید سه نکته را مد نظر قرار داد؛ فضایی که آن متن در آن نوشته می‌شود، ساختار نحوی متن، و جهان‌بینی متن. ودود علت تفاوت تفاسیر مختلف از یک متن و در این‌جا اختصاصاً متن دینی یعنی قرآن را در تفاوتی می‌داند که در یکی از این سه پدید می‌آید؛ یعنی شناخت مفسر از فضایی که متن در آن نوشته می‌شود و همین‌طور آگاهی‌های نحوی و دستور زبانی مفسر در مورد آن متن و علاوه بر این دو، شناختی که از جهان‌بینی آن متن پیدا می‌کند. هر گونه اختلاف مفسران در یکی از این سه، به تفاوت شیوه تفسیری‌شان منجر خواهد شد.
ودود می‌گوید هدف من از پژوهشی که در کتاب «قرآن و زن» انجام داده‌ام این است که در واقع وضعیت موجود زنان را در فرهنگ مسلمانان می‌بینم و فکر می‌کنم که فاصله زیادی بین این وضعیت و آنچه که در قرآن هست، وجود دارد. او می‌خواهد نشان دهد که نگاه قرآن به زن نگاهی است غیر از آن نگاهی که در جوامع مسلمان نسبت به زن وجود دارد.